# Aloe arborescens
Aloe arborescens (Mill., 1768) è una pianta succulenta della famiglia delle Asphodelaceae.

## Descrizione
È una pianta erbacea perenne, alta sino a 4 metri. In natura si espande in grandi cespugli molto ramificati, con grandi infiorescenze.
Le foglie sono lunghe fino a 50 cm con dentellature spinose sporgenti di circa 5 millimetri.
I fiori sono riuniti in infiorescenze in grappolo di colore rosso.

## Biologia
È una pianta autosterile: si riproduce perciò solo con l'impollinazione incrociata, in quanto i fiori maschili e quelli femminili della stessa pianta non si incrociano tra loro.

## Distribuzione e habitat
La specie è nativa dell'Africa australe (Botswana, Malawi, Mozambico, Sudafrica, Swaziland e Zimbabwe) È stata introdotta dall'uomo e si è naturalizzata in numerosi paesi tra cui Italia, Algeria, Tunisia, Marocco, Portogallo, Spagna, Francia, Messico, Corea e Australia.

## Coltivazione
La moltiplicazione avviene o per seme o per divisione dei polloni basali. Si moltiplica agevolmente per talea. Si taglia la cima con la rosetta di foglie, si pone ad asciugare finché non fa il callo. Si pianta poi in un terriccio ricco di sabbia (può essere sabbia e torba) e si attende la radicazione. Il fusto restante si taglia abbastanza corto, così produrrà altri getti buoni per altre talee.

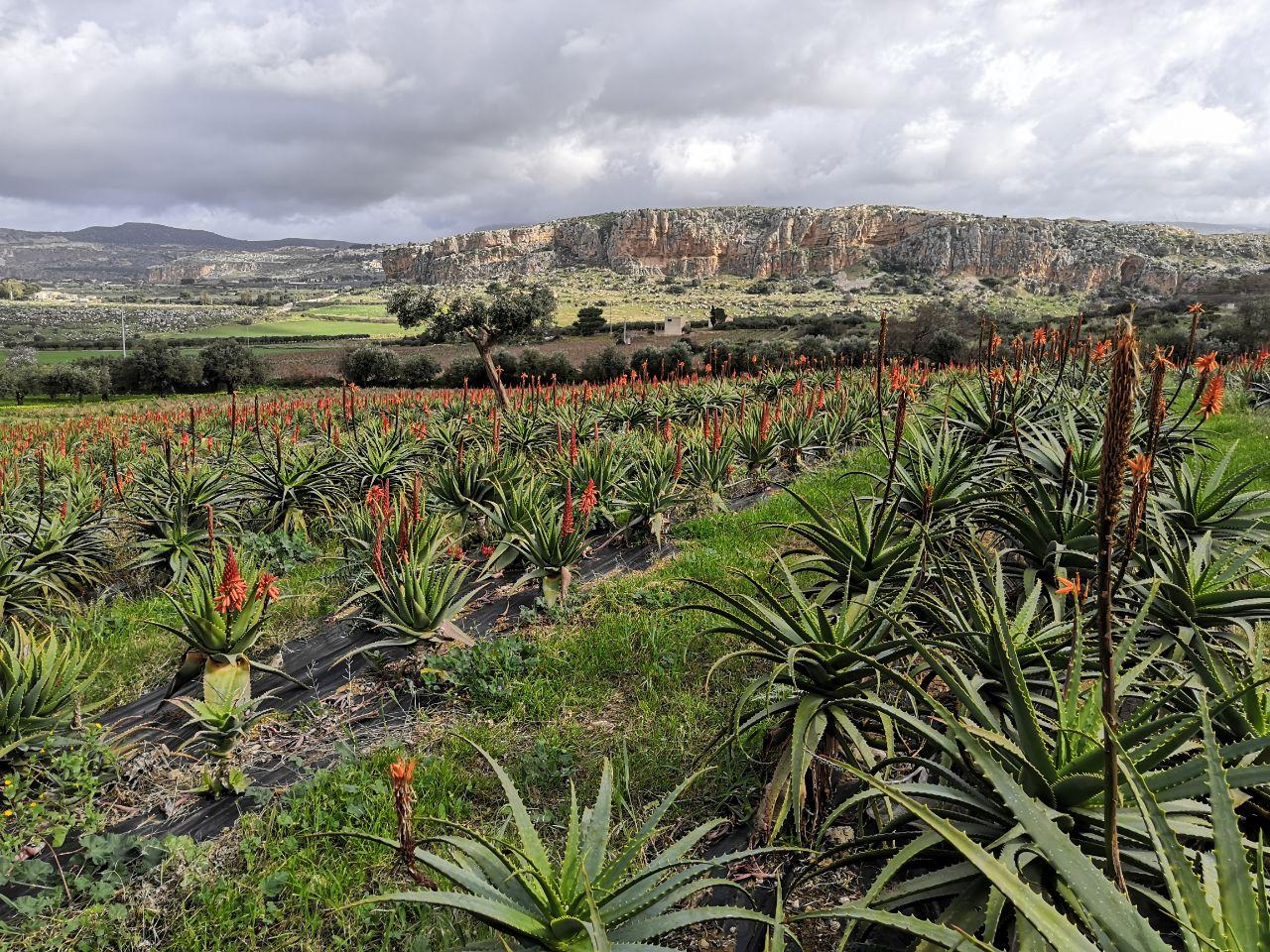
Piantagione di Aloe arborescens

## Proprietà medicinali
La pianta è nota per le sue molteplici proprietà fitoterapiche.
Ha principalmente effetti lassativi (dovuti soprattutto al contenuto in antrachinoni) e cicatrizzanti (con l'uso topico). Una precauzione d'uso va consigliata a chi è affetto da problemi intestinali (per l'azione irritante che le sostanze contenute nella pianta possono provocare sulle pareti intestinali) e ai diabetici che fanno uso di insulina, perché l'aloe abbassa l'indice glicemico e questo va calcolato nell'uso di insulina..
È stato ipotizzato un suo utilizzo come coadiuvante della chemioterapia nella cura del cancro. In alcuni studi altri tipi di aloe (Aloe vera) hanno invece causato tumori nelle cavie sperimentali.
L'aloe emodina una molecola che si trova nell'aloe, svolge un'azione citotossica di potenziale interesse nella terapia oncologica.